# Вольксберг
Вольксберг (фр. Volksberg) — коммуна на северо-востоке Франции в регионе Гранд-Эст (бывший Эльзас — Шампань — Арденны — Лотарингия), департамент Нижний Рейн, округ Саверн, кантон Ингвиллер. До марта 2015 года коммуна административно входила в состав упразднённого кантона Дрюлинген (округ Саверн).
Площадь коммуны — 9,45 км², население — 355 человек (2006) с тенденцией к стабилизации: 343 человека (2013), плотность населения — 36,3 чел/км².

## Население
Население коммуны в 2011 году составляло 342 человека, в 2012 году — 340 человек, а в 2013-м — 343 человека.
| 1962 | 1968 | 1975 | 1982 | 1990 | 1999 | 2006 | 2008 | 2011 | 2012 | 2013 |
| ---- | ---- | ---- | ---- | ---- | ---- | ---- | ---- | ---- | ---- | ---- |
| 402  | 368  | 376  | 352  | 368  | 337  | 355  | 353  | 342  | 340  | 343  |

Динамика населения:

## Экономика
В 2010 году из 214 человек трудоспособного возраста (от 15 до 64 лет) 159 были экономически активными, 55 — неактивными (показатель активности 74,3 %, в 1999 году — 65,4 %). Из 159 активных трудоспособных жителей работал 131 человек (75 мужчин и 56 женщин), 28 числились безработными (10 мужчин и 18 женщин). Среди 55 трудоспособных неактивных граждан 13 были учениками либо студентами, 17 — пенсионерами, а ещё 25 — были неактивны в силу других причин.